# Salavan (provincija)
Salavan ili Saravane (laoški:  ສາລະວັນ) je jedna od šesnaest provincija u Laosu. 

## Zemljopis
Provincija se nalazi u južnom dijelu zemlje, prostire se na 10.691 km2.  Susjedne laoške provincije su Savannakhét na sjeveru, Sekong na jugoistoku i Čampasak na istoku. Salavan ima granicu s dvije države Vijetnamom na istoku i Tajlandom na zapadu.

## Demografija
Prema podacima iz 2004. godine u provinciji živi 336.600 stanovnika, dok je prosječna gustoća naseljenosti 31 stanovnik na km². Stanovništvo se sastoji od etničkih skupina Tahoy, Pako, Katang, Kado, Suay i Laven.

## Administrativna podjela
Provincija je podjeljena na osam distrikta:
| karta | kod                                      | ime | laoški |
| ----- | ---------------------------------------- | --- | ------ |
|       |                                          |     |        |
| 14-01 | Salavan                                  |     |        |
| 14-02 | Ta Oi                                    |     |        |
| 14-03 | Toomlarn                                 |     |        |
| 14-04 | Lakhonepheng (poznat i kao Nakhonepheng. |     |        |
| 14-05 | Vapy                                     |     |        |
| 14-06 | Khongsedone                              |     |        |
| 14-07 | Lao Ngarm                                |     |        |
| 14-08 | Samuoi                                   |     |        |